# 基隆市立南榮國民中學
基隆市立南榮國民中學（簡稱南榮國中）是臺灣基隆市仁愛區的一所國民中學，於2020年（109學年度）成為基隆市第一所、全臺第四所公辦公營的實驗國中。

## 校史
南榮國中建於西元1968年（民國57年），初定名為基隆市立第八國民中學，正式核定為基隆市立南榮國民中學。建校初期時由於校舍尚未完工，所以先借用成功國中教室開學，1969年8月，第一期校舍完工，才遷回至南榮路新校舍上課。

### 歷任校長[3]
- 第一任：黃由義（1968年8月-1976年7月）
- 第二任：劉紹堃（1976年8月-1984年9月）
- 第三任：高政賢（1984年9月-1991年2月）
- 第四任：杜榮峰（1991年3月-1999年2月）
  - 代理校長：林松喬（1999年2月-1999年8月）
- 第五任：沈廷平（1999年8月-2007年7月）
- 第六任：許文璋（2007年8月-2013年8月）
- 第七任：尤四維（2013年8月-迄今）